# Arequipa
Arequipa è una città del Perù, situata sulle rive del fiume Chili e capoluogo della provincia e della regione omonima con 610 519 abitanti al censimento 2007.
Con il suo agglomerato urbano è la seconda città più popolosa del Paese, dopo la capitale Lima, con oltre 900 000 abitanti. È conosciuta come "La Ciudad Blanca" ("la città bianca") dal colore della pietra con la quale sono stati costruiti tutti gli edifici principali del suo centro storico che, nel 2000, è stato dichiarato patrimonio dell'umanità dall'UNESCO. Fu fondata nel 1540 da Garcí Manuel de Carbajal, che la chiamò La Villa Hermosa de Arequipa.
La città sorge ai piedi del grande vulcano El Misti (5.822 m s.l.m.), la cui ultima eruzione risale al 1784. Secondo la tradizione il nome di Arequipa deriva dalla lingua quechua. Quando i sudditi dell'Inca Mayta Capac, meravigliati dalla bellezza della valle del Chili, gli chiesero il permesso di fermarsi e costruire una città, egli rispose Ari qhipay, cioè sì, fermatevi qui.
Un'altra versione fa risalire il nome della città ad una parola nella lingua degli indigeni Aymara: ari qquepan, una conchiglia marina utilizzata come tromba bellica, per es. per suonare la carica. Una terza versione fa risalire il nome della città all'espressione nella lingua degli indigeni Aymara: ari qhipaya, che significa al di là della vetta. L'espressione fa riferimento alla migrazione degli indigeni dagli altopiani, a cui la città appariva dopo aver superato la vetta del vulcano Misti

## Geografia fisica

### Clima
| Arequipa            | Mesi | Mesi | Mesi | Mesi | Mesi | Mesi | Mesi | Mesi | Mesi | Mesi | Mesi | Mesi | Stagioni | Stagioni | Stagioni | Stagioni | Anno  |
| Arequipa            | Gen  | Feb  | Mar  | Apr  | Mag  | Giu  | Lug  | Ago  | Set  | Ott  | Nov  | Dic  | Est      | Aut      | Inv      | Pri      | Anno  |
| ------------------- | ---- | ---- | ---- | ---- | ---- | ---- | ---- | ---- | ---- | ---- | ---- | ---- | -------- | -------- | -------- | -------- | ----- |
| T. max. media (°C)  | 20   | 20   | 20   | 21   | 20   | 20   | 20   | 21   | 21   | 21   | 21   | 21   | 20,3     | 20,3     | 20,3     | 21       | 20,5  |
| T. min. media (°C)  | 10   | 10   | 10   | 9    | 8    | 7    | 7    | 7    | 8    | 8    | 8    | 9    | 9,7      | 9        | 7        | 8        | 8,4   |
| Precipitazioni (mm) | 42,4 | 74,4 | 10,0 | 5,3  | 0,2  | 0,0  | 0,0  | 0,0  | 0,0  | 0,0  | 0,0  | 16,8 | 133,6    | 15,5     | 0,0      | 0,0      | 149,1 |

## La città
Il centro della città è la Plaza de Armas, dominata dalla Cattedrale, edificata nel 1656 e ricostruita nel XIX secolo, in seguito a un incendio (1844) e a un devastante terremoto (1868). Attorno alla Plaza de Armas, le vie si sviluppano a scacchiera, secondo l'usanza coloniale.

## Monumenti e luoghi di interesse
Le principali attrazioni turistiche sono:
- Cattedrale. Risale al 1540, ma fu danneggiata da alcuni terremoti e poi ricostruita, dal 1844 al 1847, in stile neo-rinascimentale; questa basilica domina la Plaza de Armas. Costruita con il caratteristico tufo vulcanico, si presenta con una lunga facciata che, contrariamente al solito, delimita l’edificio sul lato maggiore e sulla quale si stagliano i due grandi campanili gemelli. L’interno è a tre navate, con uno stile sobrio e lineare, conserva il pulpito, il coro in legno intagliato e l'organo costruito in Belgio.
- Monastero de Santa Catalina. Fu edificato a partire dal 1579 per volere di Maria de Guzmán, una ricca signora del posto, e fu inaugurato il 2 ottobre dell’anno successivo. Si sviluppa su una superficie di 20462 m² e per questo è considerato il più grande convento del mondo e il maggior complesso religioso del Perù. È costituito da un susseguirsi di cortili, vie e piazzette sulle quali si affacciano le celle delle monache, a volte piccole e spartane a volte dei veri e propri appartamenti con più locali e terrazze private. I luoghi comuni oltre la chiesa sono una grande cucina, un refettorio due orti, un lavatoio a conche e un cimitero. Vi entravano le secondogenite delle famiglie spagnole. Da novizie seguivano un percorso di formazione e, presi i voti, vi uscivano solo alla loro morte. Nel 1960 il monastero fu danneggiato da un terremoto e il 15 agosto 1970 smise di essere un centro di clausura assoluta, per essere aperto al pubblico.
- Chiesa della Compagnia di Gesù. Eretta dai padri Gesuiti a partire dal 1595 su disegno di Gaspar Báez. È realizzata con la pietra vulcanica chiara e fu ricostruita nel 1698 dopo che un terremoto la distrusse nel 1584. Pregevole la facciata principale molto elaborata e ricca di decorazioni vegetali secondo lo stile barocco andino, la completa una torre campanaria bassa e robusta. L’interno è a croce latina con altari ricchi di decorazioni dorate fra cui spicca l’altare maggiore in cui si trova il dipinto della Vergine con bambino, opera di un pittore italiano. Conserva inoltre numerosi dipinti della scuola di Cusco e un bellissimo pulpito. Molto interessante la cappella di Sant’Ignazio interamente dipinta con motivi della flora e della fauna tropicali e dei quattro evangelisti. I tre chiostri, costruiti nel XVIII secolo, sono caratterizzati da alte arcate e colonne; inoltre in seguito all'ultimo restauro, sotto i porticati Sono stati realizzati alcuni negozietti di artigianato ed uffici.
- Chiesa de San Francesco. Il convento e la chiesa di San Francisco furono edificati nella seconda metà del XVI secolo su disegno dell’architetto Gaspar Báez. La chiesa è realizzata in pietra con le volte in mattoni e con una sola navata. I chiostri e il convento sono ora utilizzati come sedi museali ed universitarie.
- Il sobborgo di Yanahuara, con l'omonima chiesa. È un quartiere tradizionale di strade di ciottoli e vecchie case fatte di pietra costruite nel XIX secolo. Il belvedere presenta archi in conci, su cui spiccano le frasi dei personaggi celebri della città.

## Galleria d'immagini

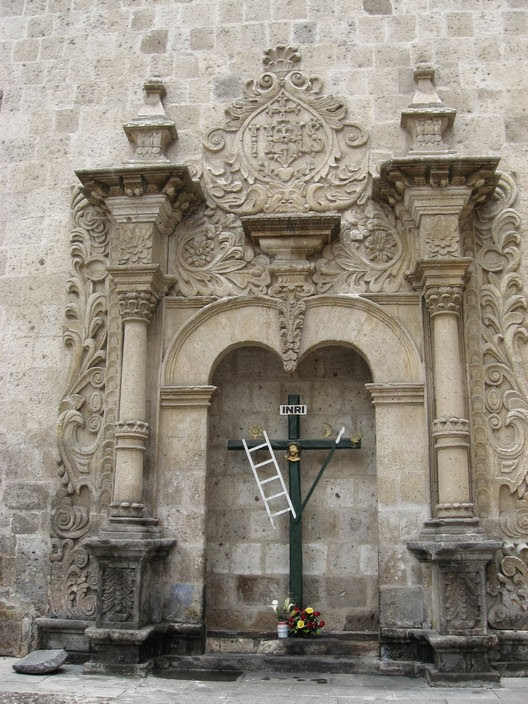
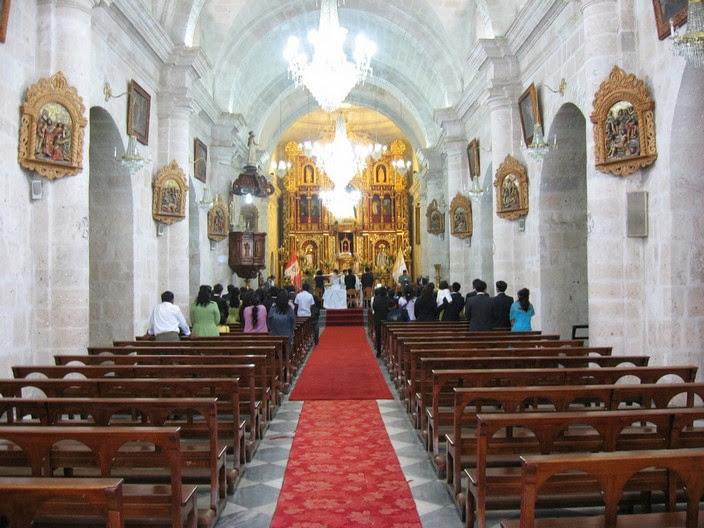
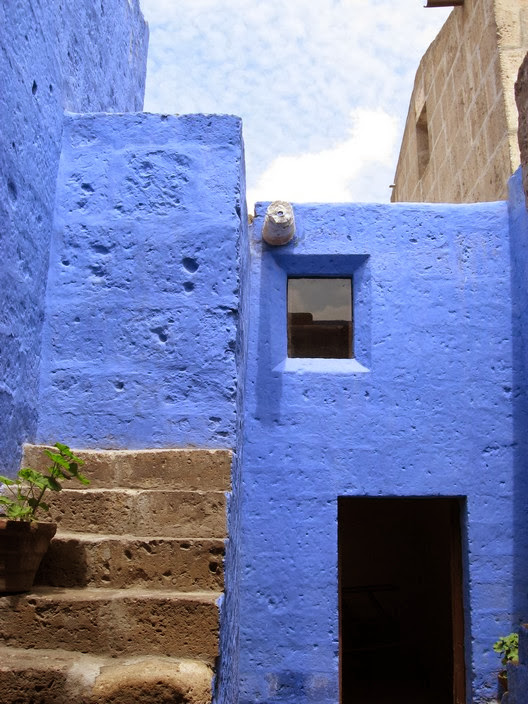
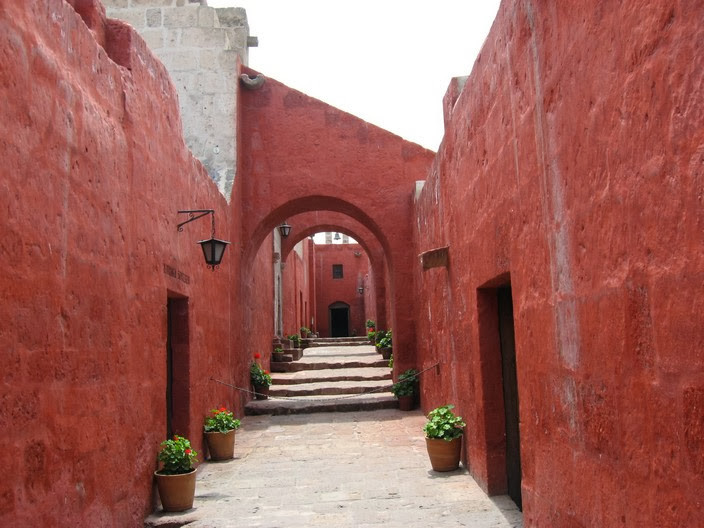
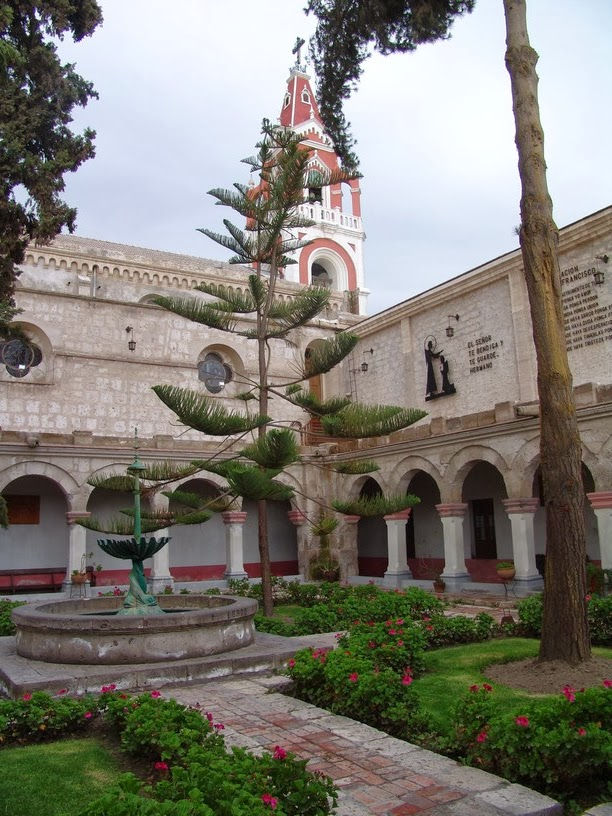
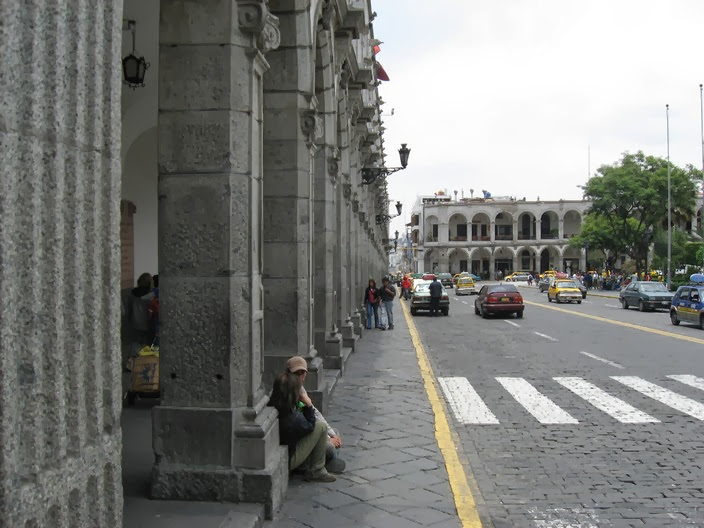

## Curiosità
Arequipa è la città natale del noto scrittore peruviano, naturalizzato spagnolo Mario Vargas Llosa, che ha ambientato in questo sito alcuni dei suoi romanzi, specie l'autobiografico La zia Julia e lo scribacchino, in cui l'avventura del proprietario terriero e senatore di Arequipa, Adolfo Salcedo, si mescola alle vicende della zia Julia, co-protagonista del romanzo (Torino, Giulio Einaudi Editore, 1994, pp. 47–48).

## Amministrazione

### Gemellaggi
Arequipa è gemellata con:
- Biella, dal 1979
- Canton
- Charlotte, dal 1962
- Guadalajara
- Vancouver